# Siamo meridionali
Siamo meridionali è il primo album di Mimmo Cavallo, pubblicato nel 1980 dalla CGD.

## Tracce

### Lato A
1. Siamo meridionali – 4:27
2. Ninetta (feat. Mia Martini) – 3:36
3. Tene 'e ccorna – 5:28
4. Diavoli e diavolette – 5:29

### Lato B
1. Al convento – 5:22
2. Non frenare... treno – 4:32
3. Lupo, lupo, lupo – 4:29
4. ...e aspetterò la stella – 5:18

## Formazione
- Mimmo Cavallo – voce, cori, chitarra classica
- Luciano Ciccaglioni – chitarra sintetica, marranzano, chitarra elettrica, basso
- Mike Fraser – tastiera
- Dino Kappa – basso
- Antonio Coggio – fisarmonica, cori
- Toto Torquati – tastiera
- Massimo Buzzi – batteria, aggeggi, marranzano
- Stefano Senesi – tastiera
- Valerio Galavotti – sax, flauto
- Cesare De Natale, Mia Martini, Rodolfo Bianchi, Roberto Davini, Memmo Foresi, Amedeo Bianchi, Rita Mariano, Fiorella Mannoia, Antonello Venditti – cori